# Principatul de Capua
Principatul de Capua (în limba latină: Principatus Capuae sau Capue) a constituit un stat longobard din sudul Italiei, independent de facto, însă nominal aflat sub suzeranitatea când a Imperiului occidental, când a celui bizantin. Inițial a fost condus de un gastald, apoi a devenit comitat în cadrul Principatului de Salerno.

## Origini
Vechea Capua fusese oraș încă din antichitate, de altfel cel mai mare oraș roman din sudul Italiei. Apoi, a devenit centrul unui gastaldat longobard în cadrul Ducatului longobard de Benevento, cu toate că nu se cunosc multe date despre această perioadă a istoriei sale. Intră pentru prima dată în istorie ca un stat longobard condus de Landulf I cel Bătrân, odată cu moartea ducelui Sicard de Benevento din anul 839. Landulf și fiii săi erau susținători ai principelui Siconulf de Salerno. În 841, Capua a fost jefuită și distrusă aproape integral de către o incursiune a sarazinilor aflați în solda ducelui Radelchis I de Benevento. Landulf și fiul său mai mare, Lando I au luat inițiativa fortificării colinei din apropiere de la Triflisco, pe care s-a construit "Noua Capua", care reprezintă orașul de astăzi. 
În 862, Pando de Capua, supranumit "cel Lacom", a declarat Capua ca fiind independentă de Principatul de Salerno. La moartea sa, petrecută în același an, succesiunea la conducerea comitatului a devenit obiect de dispută. Fiul său a fost depus de către episcopul Landulf, care astfel a unificat conducerea ecleziastică și cea seculară a regiunii, după cum Athanasie urma să facă pentru Ducatul de Neapole. Disputele asupra stăpânirii asupra episcopatului și a comitatului au reizbucnit odată cu moartea lui Landulf al II-lea și un război civil a izbucnit între Pandenulf, fiul depus al fostului conte Pando, și Lando al III-lea, un alt nepot al lui Landulf I. Salerno l-a sprijinit pe Lando, iar Benevento s-a aliat cu Pandenulf. O criză de succesiune a urmat în 887, iar Atenulf s-a instalat și a preluat statutul de principe cu ajutorul lui Athanasie de Neapole. Atenulf va încerca în continuare să prevină viitoarele crize de succesiune și să răzbune pretențiile ducatului de Benevento și principatului de Salerno asupra Capuei.

## Uniunea cu Benevento
În anul 899, Atenulf I l-a înfrânt pe ducele Radelchis al II-lea de Benevento și a cucerit Benevento. El a declarat Capua și Benevento ca fiind inseparabile și a introdus principiul co-gernării, în virtutea căruia fiii pot fi asociați de către tați sau frați, un principiu împrumutat în curând și de către Principatul de Salerno. Atenulf l-a asociat pe fiul său, Landulf drept co-principe și a constituit alianțe cu statele bizantine din regiune, anume cu ducatele de Neapole și deGaeta, care alianțe au fost menținute și de către succesorul său. De asemenea, el a început să pună la cale recucerirea teritoriului ocupat de sarazini în regiune, însă a murit înainte ca aceste planuri, culminând cu Bătălia de la Garigliano din 915, să se materializeze. Landulf a petrecut cea mai mare parte a carierei sale de după confruntarea din 915 încercând să submineze autoritatea bizantină din Apulia și din Campania, însă în această activitate nu a avut parte decât de câteva succese infime și de scurtă durată. Fiul său, Landulf al II-lea, a căutat să închege alianțe împotriva Principatului de Salerno, însă a eșuat în tentativa de a-l răsturna pe principele Gisulf I. Ca și tatăl său, Landulf al II-lea a atacat posesiunile bizantine, însă a sfârșit prin a fi înfrânt și nevoit să se supună suzeranității nominale a Bizanțului.

Hartă a Italiei în jurul anului 1000

Sub fiii lui Landulf al II-lea, uniunea dintre Capua și Benevento s-a rupt și, deși cele două formațiuni au rămas legate din punct de vedere legal, conducerea era separată între Pandulf Cap de Fier în Capua și Landulf al III-lea în Benevento. Cu toate acestea, Langobardia minor a fost inificată pentru ultima dată sub Pandulf Cap de Fier, care a uzurpat teritoriul fratelui său de la fiul acestuia după moartea lui Landulf al III-lea din 969, iar apoi a devenit chiar și principe de Salerno în 978. Înainte de a muri (în martie 981), Pandulf a obținut de la împăratul Otto I cel Mare și titlul de duce de Spoleto. Marele său teritoriu a fost însă împărțit între fiii săi: Landulf al IV-lea a obținut Benevento și Capua, iar Pandulf al II-lea a rămas să guverneze în Salerno.

## Secolul al XI-lea
În curând, Benevento și Capua au fost despărțite și din punct de vedere legal, atunci când sub Landulf al IV-lea Capua și-a pierdut foarte mult din putere. În anii '90, Capua a avut parte de tulburări care au slăbit-o, dat fiind că unul dintre principi a fost asasinat, un altul a fost depus de către împăratul Otto al III-lea, iar un al treilea a fost îndepărtat de către cetățeni. Vechea dinastie a fost reinstalată la putere în anul 1000, sub Landulf al VII-lea, care l-a numit pe fratele său, Pandulf al II-lea de Benevento, ca regent pentru moștenitorul său, Pandulf al II-lea de Capua. Astfel, Capua și Benevento au fost pentru scurtă vreme reunite. 
Capua a cunoscut un nou apogeul în timpul lui Pandulf al IV-lea, care a fost depus în două rânduri în perioada de la succesiunea sa din 1016 și moartea sa din1050. Inițial, Pandulf al IV-lea a fost aliat al bizantinilor, împotriva tuturor vecinilor săi. Domnia sa a fost ocupată cu dispute constante cu Biserica, pe ai cărei episcopi și abați i-a tratat cu dispreț, dar și cu ducatele costiere de Neapole, Gaeta și Amalfi. Dorința sa era de a oferi principatului de Capua un oraș-port, drept pentru care a depus atât pe ducele Sergiu al IV-lea de Neapole, cât și pe ducele Ioan al V-lea de Gaeta. Temperamentul său l-a implicat în curând într-un război cu principele Guaimar al IV-lea de Salerno, care a reușit să obțină de la împăratul occidental depunerea lui Pandulf, după care i-a preluat posesiunile. În pofida importanței strategice a Capuei în regiune, orașul a decăzut sub succesorii lui Pandulf al IV-lea, până când a fost preluată de către normanzi aliați ai lui Guaimar de Salerno.

## Dominația normandă
În 1058, la un an de la moartea slabului succesor al lui Pandulf al IV-lea, contele normand Richard de Aversa a cucerit Capua, însă a lăsat orașul sub controlul lui Landulf al VIII-lea pentru încă patru ani. După aceea, Richard și-a sporit prestigiul prin adăugarea titlului princiar de Capua, al cărei teritoriu a trecut sub autoritatea sa. Astfel, conducătorul normand a devenit vecin cu Statul papal, fiind pe rând protector și susținător, iar apoi dușman al papilor, petrecând astfel ultimii ani în excomunicare, la fel ca și fiul și succesorul său, Iordan I, care a desprins o bucată din teritoriul papal pentru a o adăuga principatului său. La moartea lui Richard de Aversa, familia sa, Drengot se bucura de un prestigiu și de o putere care se ridica la nivelul celelilalte familii normande din regiune, Hauteville, cu deosebirea că cei din dinastia Drengot acționau prioritar într-o diferită sferă de influență, cea a Statului papal și a Italiei centrale. 
Odată cu moartea lui Iordan I, principatul a decăzut rapid. Între 1090 și 1098, orașul Capua însuși a trecut în mâinile lui Lando, un conte longobard ridicat de către cetățeni, aflat în opoziție cu tânărul Richard al II-lea. Acesta din urmă a revenit la putere doar cu sprijinul colegilor săi normanzi, astfel încât Capua a devenit dependentă de Dinastia Hauteville și de ducatul acesteia, cu toate că principii de Capua continuau să încerce influențarea alegerii papilor și să acționeze ca protectori ai papalității. După moartea piosului Iordan al II-lea din 1127, principatul a devenit obiectul ambițiilor regelui Roger al II-lea al Siciliei, care reușise unificarea domeniilor siciliene și peninsulare ale familiei sale. Vreme de 20 de ani, de la 1135 la 1155, familia Hauteville s-a aflat în război cu Robert al II-lea de Capua, până când familia acestuia din urmă a fost definitiv îndepărtată de la putere.